# Sommersdorf
Sommersdorf es un municipio situado en el distrito de Llanura Lacustre Mecklemburguesa, en el estado federado de Mecklemburgo-Pomerania Occidental (Alemania), a una altitud de 24 metros. Su población a finales de 2016 era de 200 habs. y su densidad poblacional, 26 hab/km².
Se encuentra a poca distancia al sureste de la frontera con el distrito de Rostock.